# Spinakerbom

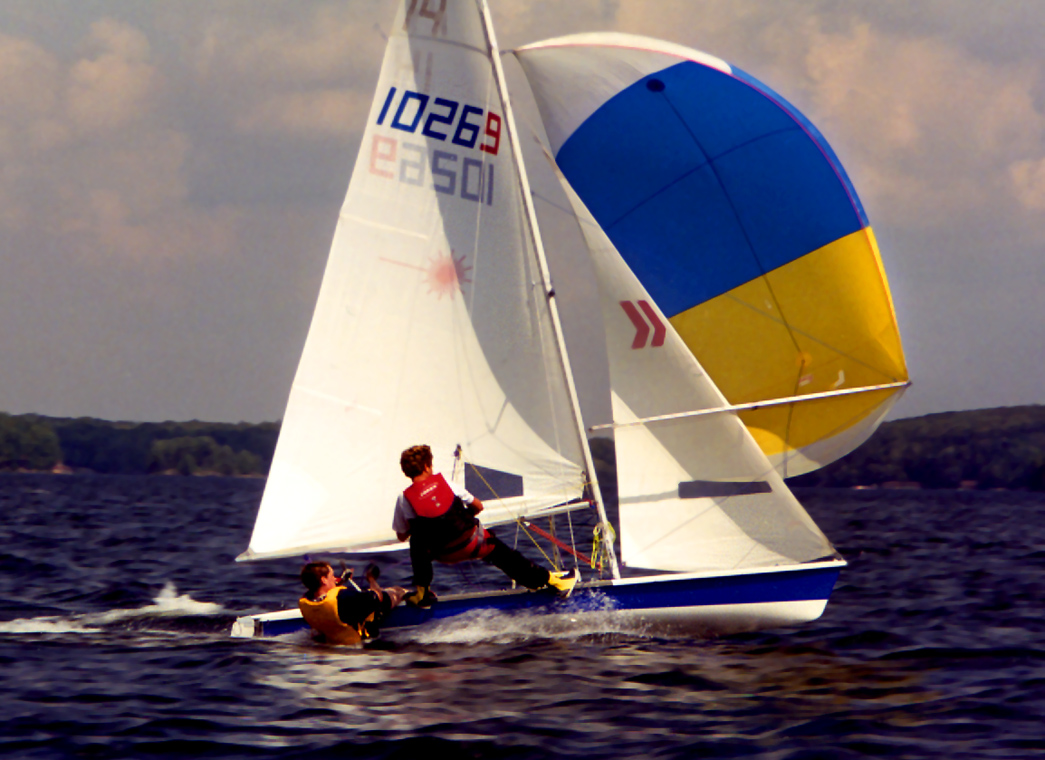
Laser II z postawionym spinakerem. Z przodu widoczny prostopadły do masztu spinakerbom.

Spinakerbom (spi-bom) – ruchome drzewce służące do mocowania nawietrznego rogu halsowego spinakera. Podczas żeglugi bez spinakera demontowany i przechowywany na pokładzie. Spinakerbom jest utrzymywany w płaszczyźnie pionowej przez topenantę, która służy do jego unoszenia, oraz przez obciągacz spinakerbomu, który służy do jego opuszczania.
Spinakerbom w czasie pracy jest jednym nokiem mocowany do okucia na maszcie, a drugim wpięty w bras spinakera.  W zależności od realizacji spinakerbomu może on być symetryczny (posiadać identyczne okucia z obu stron) lub nie. Niesymetryczne spinakerbomy stosuje się głównie na małych łódkach regatowych (np. Latający Holender). 